# Acremma
Acremma is een geslacht van vlinders uit de familie van de spinneruilen (Erebidae). De wetenschappelijke naam van dit geslacht is voor het eerst voorgesteld door Emilio Berio in een publicatie uit 1959. De soorten in dit geslacht komen in het Afrotropisch gebied voor.

## Soorten
- Acremma albipoda Berio, 1959
- Acremma chalcochra Hacker, Fiebig & Stadie, 2019
- Acremma clatrata Hacker, Fiebig & Stadie, 2019
- Acremma funebris (Viette, 1962)
- Acremma ingens (Viette, 1988)
- Acremma knudlarseni Hacker & Schreier, 2019
- Acremma macrophaea Hacker, Fiebig & Stadie, 2019
- Acremma microphaea Hacker, Fiebig & Stadie, 2019
- Acremma neona (Viette, 1962)
- Acremma rhodophaea Hacker, Fiebig & Stadie, 2019
- Acremma roseocrea (Viette, 1962)
- Acremma subindicata (Kenrick, 1917)
- Acremma thyridoides (Kenrick, 1917)
- Acremma transalbipoda Hacker, Fiebig & Stadie, 2019